# Dymitr (Werbycki)
Dymitr, imię świeckie Maksim Andriejewicz Wierbicki (Werbycki; ur. 23 lipca?/4 sierpnia 1869 w Hadziaczu, zm. 14 lutego 1932 w Kijowie) – biskup Rosyjskiego Kościoła Prawosławnego, z pochodzenia Ukrainiec.

## Życiorys
Ukończył seminarium duchowne w Połtawie w 1869, po czym został nauczycielem ziemskiej szkoły ludowej, święcenia kapłańskie przyjął rok później. Służył kolejno w wiejskich cerkwiach w Olszanie i w Wojtowcach (obie w guberni połtawskiej). W 1895 rozpoczął studia w Kijowskiej Akademii Duchownej, jeszcze jako student złożył wieczyste śluby mnisze z imieniem Dymitr. Studia ukończył w 1899, uzyskując tytuł kandydata nauk teologicznych. Rok później został skierowany do monasteru Wniebowstąpienia Pańskiego Nowy Neamț w Kickanach (eparchia kiszyniowska), gdzie był misjonarzem i kaznodzieją. Od 1901 do 1902 był nadzorcą szkoły duchownej w Jedyńcach, następnie został przeniesiony na analogiczne stanowisko w szkole duchownej przy soborze Mądrości Bożej w Kijowie. W 1904 otrzymał godność archimandryty.
31 października 1910 miała miejsce jego chirotonia na biskupa humańskiego, wikariusza eparchii kijowskiej. Ceremonia odbyła się w soborze Trójcy Świętej w Ławrze Aleksandra Newskiego w Petersburgu, z udziałem metropolity kijowskiego Flawiana jako głównego konsekratora. W czerwcu 1917 stanął na czele komisji utworzonej przez radę eparchii kijowskiej, której zadaniem było przygotowanie Wszechukraińskiego Cerkiewnego Soboru Prawosławnego, wystąpił z niej jednak, gdy do koncepcji zwołania soboru negatywnie ustosunkował się Świątobliwy Synod Rządzący. Odmówił poparcia ruchu na rzecz autokefalizacji Kościoła prawosławnego na Ukrainie, nie wszedł do Wszechukraińskiej Prawosławnej Rady Cerkiewnej, brał natomiast udział w Soborze Lokalnym Rosyjskiego Kościoła Prawosławnego w latach 1917–1918.
W styczniu 1918 wrócił do Kijowa, by wziąć udział we Wszechukraińskim Cerkiewnym Soborze Prawosławnym, na zwołanie którego zgodził się Sobór Lokalny. W czasie prac soboru był zastępcą przewodniczącego prezydium i kierownikiem komisji redakcyjnej. W maju 1918, w czasie wyborów następcy zamordowanego w styczniu tego samego roku metropolity kijowskiego Włodzimierza, był popierany przez zwolenników autokefalizacji Cerkwi na Ukrainie. Na nowego metropolitę został jednak wybrany dotychczasowy metropolita charkowski Antoniego, uzyskując 164 głosy – na biskupa Dymitra zagłosowało 117 delegatów. W czerwcu 1918 sobór wybrał Dymitra na przewodniczącego komisji ds. ukrainizacji Kościoła, która nigdy nie podjęła jednak rzeczywistej działalności. W grudniu 1918, gdy Kijów zajęły wojska Dyrektoriatu, metropolita Antoni został aresztowany i internowany w klasztorze bazyliańskim we Lwowie. Zarząd struktur prawosławnych na Ukrainie objęli kolegialnie pozostali biskupi. Odmówił uznania autokefalii Kościoła prawosławnego na Ukrainie, ogłoszonej niekanonicznie przez Dyrektoriat.
W 1919 udał się na Kaukaz Północny lub też do Jekaterynosławia; według sprzecznych informacji był krótko ordynariuszem eparchii dońskiej lub jekaterynosławskiej. W 1921 był już ponownie wikariuszem eparchii kijowskiej z tytułem biskupa białocerkiewskiego. Brał udział w soborach biskupów Ukrainy, jak też w rozmowach z niekanoniczną Ukraińską Autokefaliczną Cerkwią Prawosławną i z Żywą Cerkwią. W końcu stycznia 1923 metropolita kijowski i egzarcha Ukrainy Michał, przewidując swoje rychłe aresztowanie, wyznaczył go na swojego zastępcę w razie uwięzienia. Egzarcha faktycznie został aresztowany 4 kwietnia 1923, jednak niemal natychmiast po nim w więzieniach znaleźli się także biskup Dymitr oraz dwaj pozostali wikariusze eparchii kijowskiej – biskup czerkaski Nazariusz i kaniowski Bazyli, jak również szereg innych duchownych. Był przetrzymywany początkowo w więzieniu w Kijowie, następnie w moskiewskim więzieniu na Butyrkach. W 1923 został skazany na dwuletnie zesłanie do Iżmy (w Republice Komi) za „rozpowszechnianie fałszywych pogłosek w celach kontrrewolucyjnych”.
W 1925 wrócił do eparchii kijowskiej, ponownie przyjmując tytuł biskupa humańskiego (według innych źródeł – białocerkiewskiego) i obowiązki biskupa pomocniczego administratury. W kwietniu 1930 został arcybiskupem kijowskim, nie przyjął jednak tytułu egzarchy Ukrainy, którym został arcybiskup charkowski Konstantyn. Dwa lata później zmarł i został pochowany na cmentarzu na Askoldowej Mogile w Kijowie.